# Husí cesta
Husí cesta, též Stará Husí cesta (označení původního úseku cesty mezi Dřevčicemi a rozcestím u Martinských stěn, německy Gans Weg) je historická cesta na pomezí okresů Česká Lípa a Litoměřice, tj. Libereckého a Ústeckého kraje, která vedla z Úštěka přes Skalku do Dubé a Doks. Pozůstatky staré cesty v prostoru mezi Skalkou a Dubou jsou součástí Chráněné krajinné oblasti Kokořínsko – Máchův kraj a evropsky významné lokality Roverské skály.

## Původ názvu
Název "Husí cesta" je obvykle odvozován od vrchu Husa v Roverských skalách, kolem něhož cesta vede a kterému dominuje stejnojmenný skalní útvar ze železitého pískovce. Objevily se i jiné výklady názvu cesty - například občan Fleischer ze Zátyní, který kolem roku 1905 působil jako průvodce na Husí cestě, odvozoval její jméno od toho, že trasa mezi Skalkou a Husou neustále mění směr a tudíž se podobá kolébavé husí chůzi. Jako neopodstatněnou spekulaci lze uvést tezi Bohumila Kinského, českolipského učitele, muzejníka a autora regionálních turistických průvodců, který se v dobách první republiky snažil prosazovat vše české a ve své publikaci z roku 1936 název cesty i kopce spojil s husitstvím.

## Historie
Pod německým názvem Gans Weg byla Husí cesta poprvé písemně zaznamenána na mapě prvního vojenského (tzv. josefského či josefínského) mapování z období let 1764–1768,ovšem je pravděpodobné, že tato komunikace zde existovala již od středověku. O necelé století později, v mapách stabilního katastru z roku 1843, je toto označení přesunuto na úsek cesty, směřující mimo Dřevčice k Zátyní. Původní trasa z Dřevčic do Skalky, nyní označovaná jako Stará Husí cesta, je v této mapě popsána jako Auschauer Weg, tj. Úštěcká cesta. Později byla trasa turisticky vyznačené Husí cesty směrována ještě jižněji, a to do Pavliček. S ohledem na členitost terénu v oblasti Roverských skal Husí cesta nebyla nikdy rozšířena a proměněna v silnici pro automobilovou dopravu a zůstala zachována jen v podobě lesních a turistických stezek. Na konci 19. století byla údajně cesta v terénu již tak málo zřetelná, že se poutníkům doporučovalo najmout si na tuto cestu průvodce.

## Obnovení staré cesty

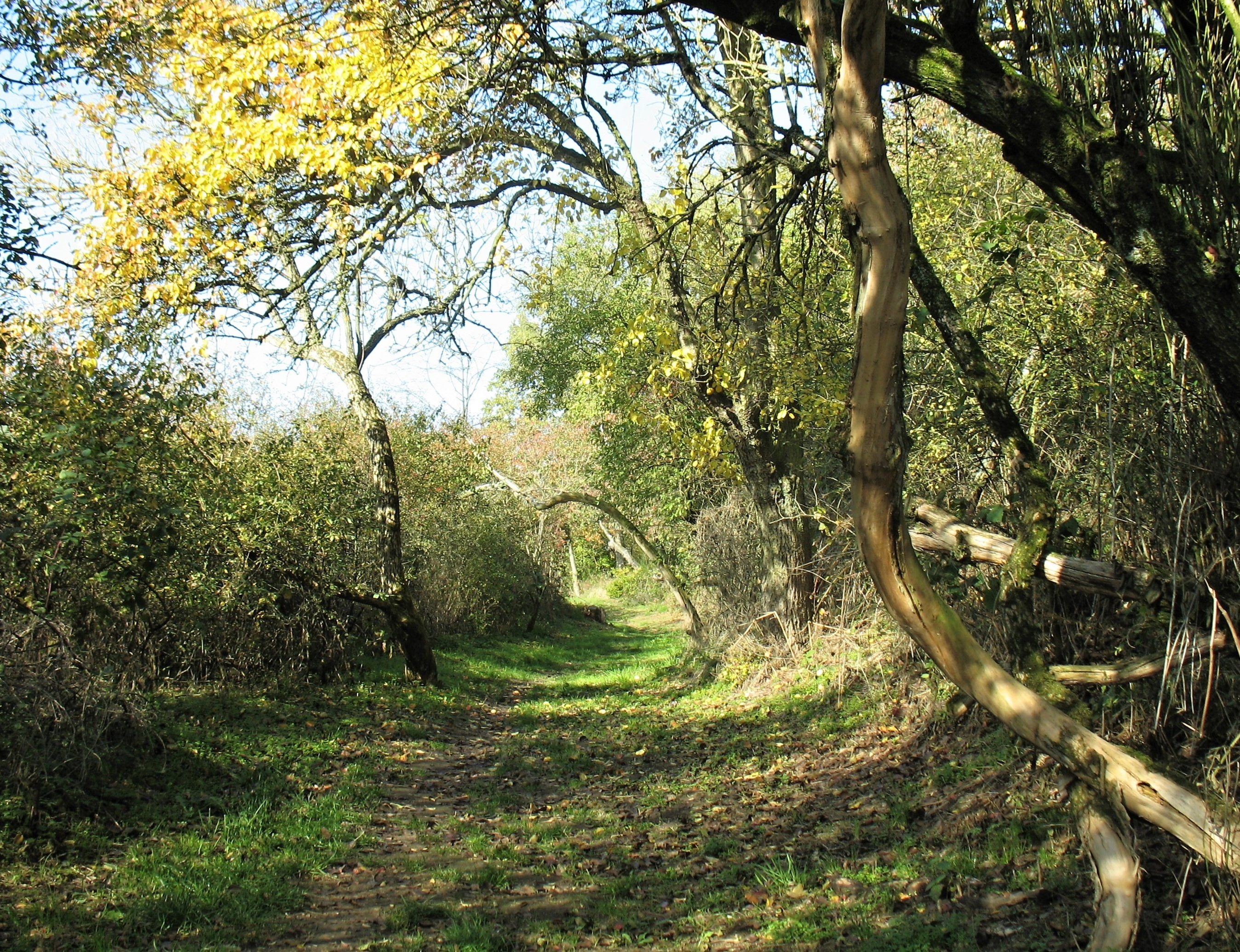
Cesta u Dřevčické rokle

Zatímco na skalnatém podloží v lesnaté krajině se místy stopy staré cesty zachovaly, jeden z nejstarších úseků, který vedl přes pole od okraje lesa u Martinských stěn k Dřevčické rokli, byl v dobách kolektivizace a budování socialistického zemědělství rozorán. Zanikla tak nejkratší historická spojnice mezi Dřevčicemi a Skalkou - původní úsek mezi odbočkou od rozcestí u křížku a rozcestím u Martinské stěny byl dlouhý 1,8 km, kdežto obcházka jižním obloukem kolem osady Máselník (Butterberg) a Velkou Řebčici činila 3,4 km, tedy téměř dvojnásobek.
Na počátku snahy o obnovení staré stezky bylo několik faktorů: zjištění, publikované geologem Jiřím Adamovičem, že zaniklá polní cesta byla součástí historické Husí cesty, iniciativa členů trampské osady Roverští patrioti, vycházející z objevení menšího skalnatého úvozu s pozůstatky stavby na okraji lesa u pole Amerika v trase zaniklé cesty, a v neposlední řadě i skutečnost, že vlastníkem poloviny šíře někdejší cesty, dosud zapsané v katastru, bylo město Dubá. Podle katastrální mapy byl na náklady města vytyčen chybějící úsek historické cesty mezi mohutným dubem na jedné straně a starým úvozem na straně druhé. Brigádnické činnosti, která zahrnovala nejen zpevnění cesty, vytyčené přes pole, ale i vyčištění a zprůchodnění přilehlých lesních úseků Husí cesty, se bez nároku na odměnu ujaly desítky dobrovolníků - členů Roverských patriotů a jejich příznivců.

## Alej roku 2017

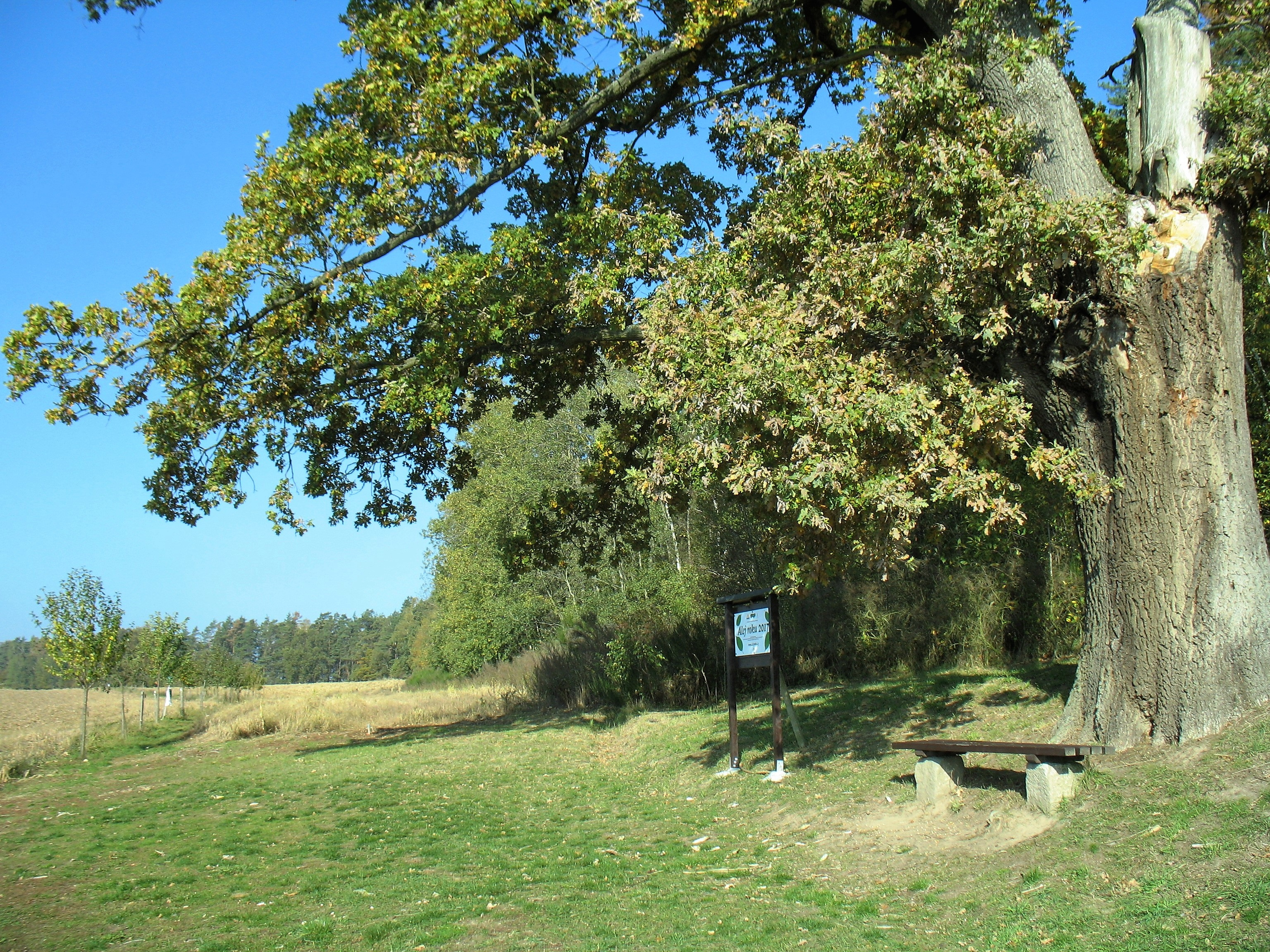
Začátek aleje u starého dubu

Aby obnovená cesta nemohla být při hospodaření na přilehlých pozemcích rozorána, bylo rozhodnuto podél ní vysadit alej ovocných stromů. V listopadu roku 2015 bylo podél této tzv. Staré Husí cesty vysázeno celkem 63 stromů - s výjimkou čtyř dubů se jednalo výhradně o ovocné stromy, reprezentující sedmnáct starých odrůd jabloní, hrušní, slivoní, třešní a višní.  Každý stromek byl opatřen dřevěnou visačkou s logem cesty, jménem patrona, který uhradil všechny náklady a pomohl strom vysázet, a s datem zasazení stromu. V roce 2017 byla tato teprve dva roky stará alej podél obnovené Husí cesty přihlášena do celostátní soutěže Alej roku, vyhlašované spolkem Arnika. Mezi více než šesti desítkami nominovaných stromořadí alej na Staré Husí cestě v této anketě získala nejvíce hlasů a tudíž první místo, spojené s titulem Alej roku 2017.

## Přístup
Obnovená Stará Husí cesta byla ve spolupráci s Klubem českých turistů označena jako žlutá trasa z Dřevčic až k rozcestí U Martinské stěny, kde navazuje na páteřní červenou trasu, která na jednu stranu vede kolem Martinských stěn, Krápníku, Tisícového kamene a Husy do Skalky, a na druhou stranu, tj. na jih, sleduje novější větev Husí cesty z 19. století, směřující k Zátyní.  Pro cykloturisty zde byl vytvořen zvláštní "Husí okruh", který je označen jako cyklotrasa č. 0058 a na který se lze připojit z tras č. 211 a 0057 od Dřevčic a Lhoty.

## Galerie

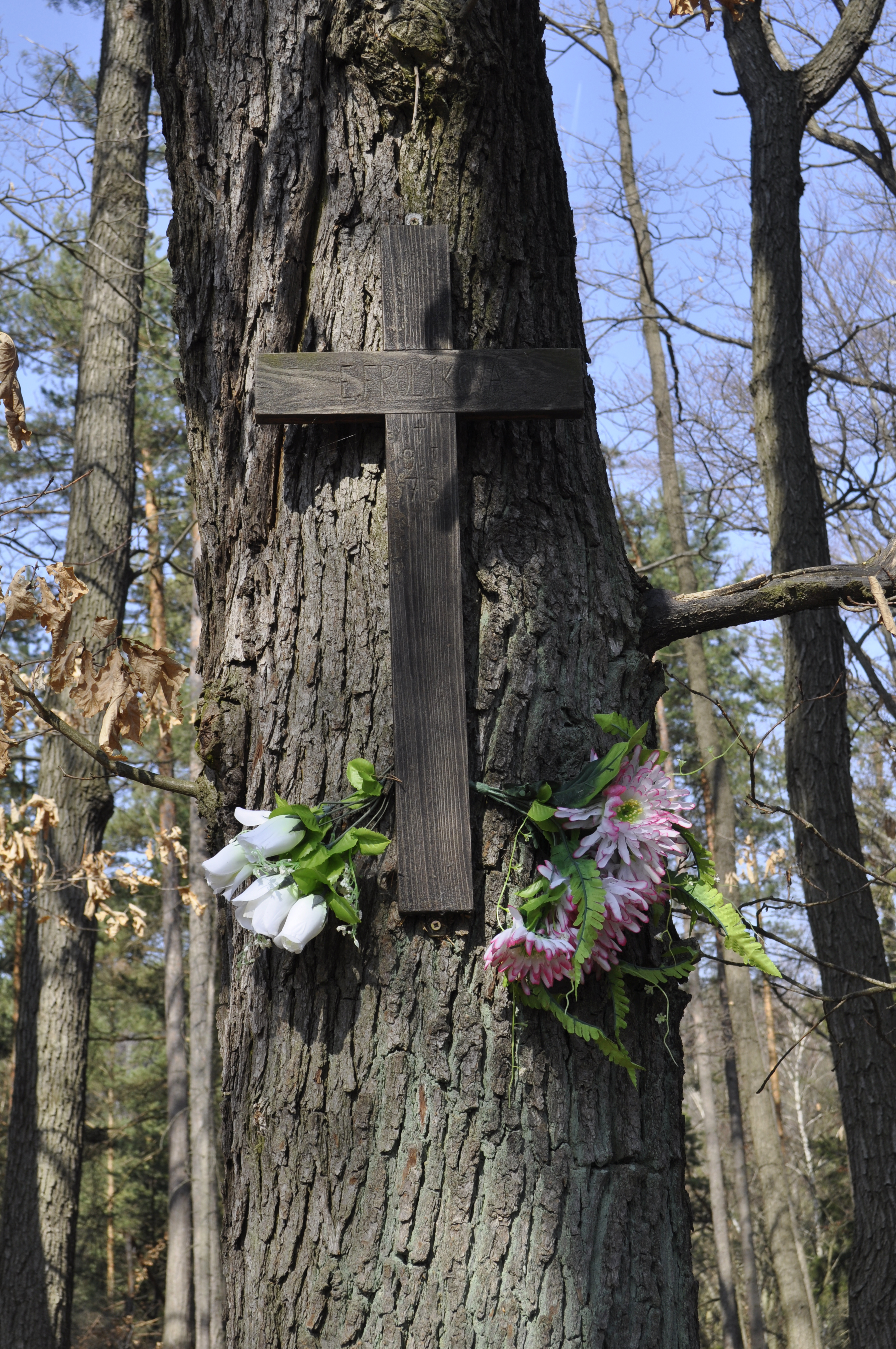
Kříž u cesty z Husy na Skalku
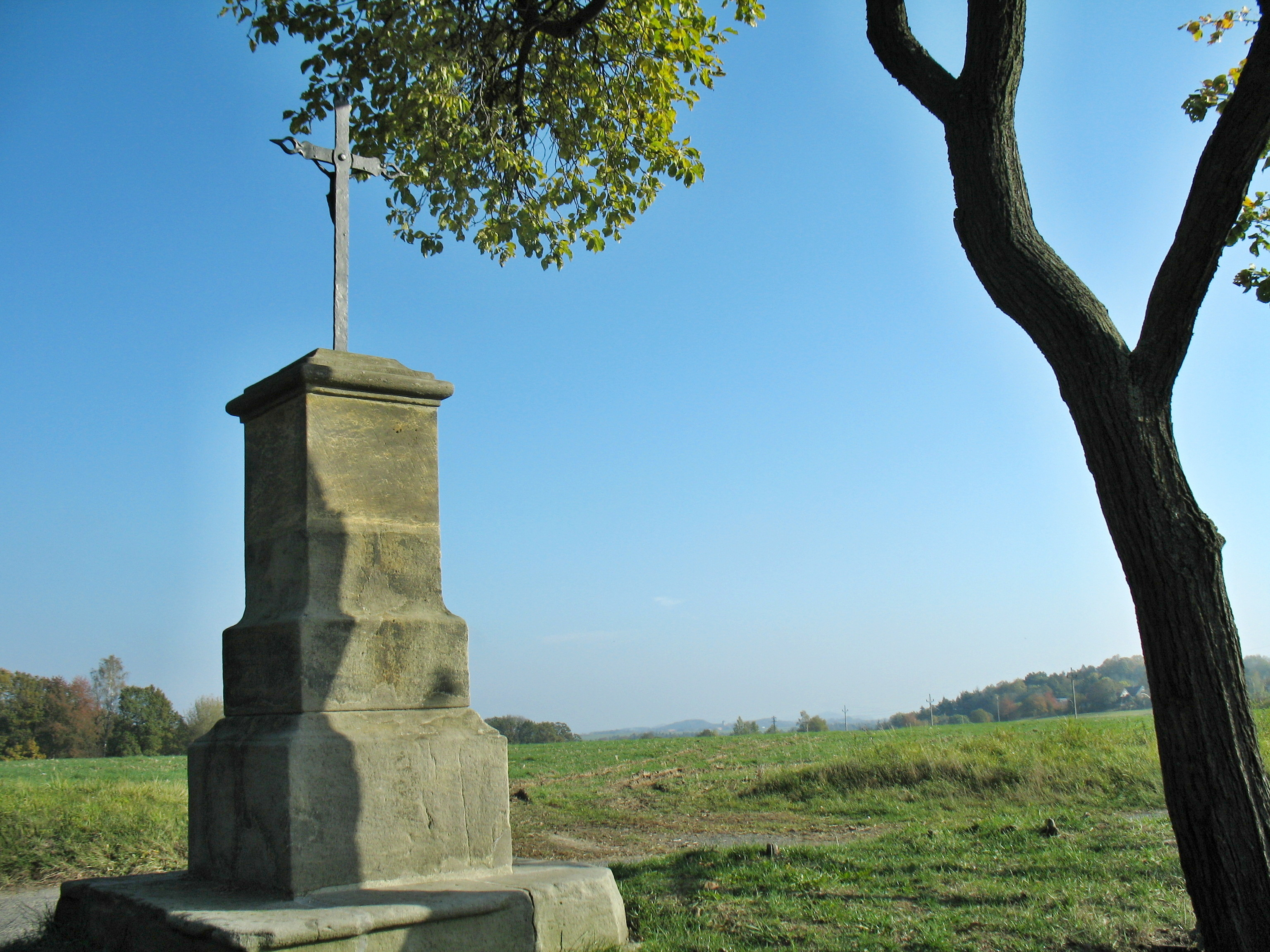
Křížek u odbočky ze silnice na Husí cestu
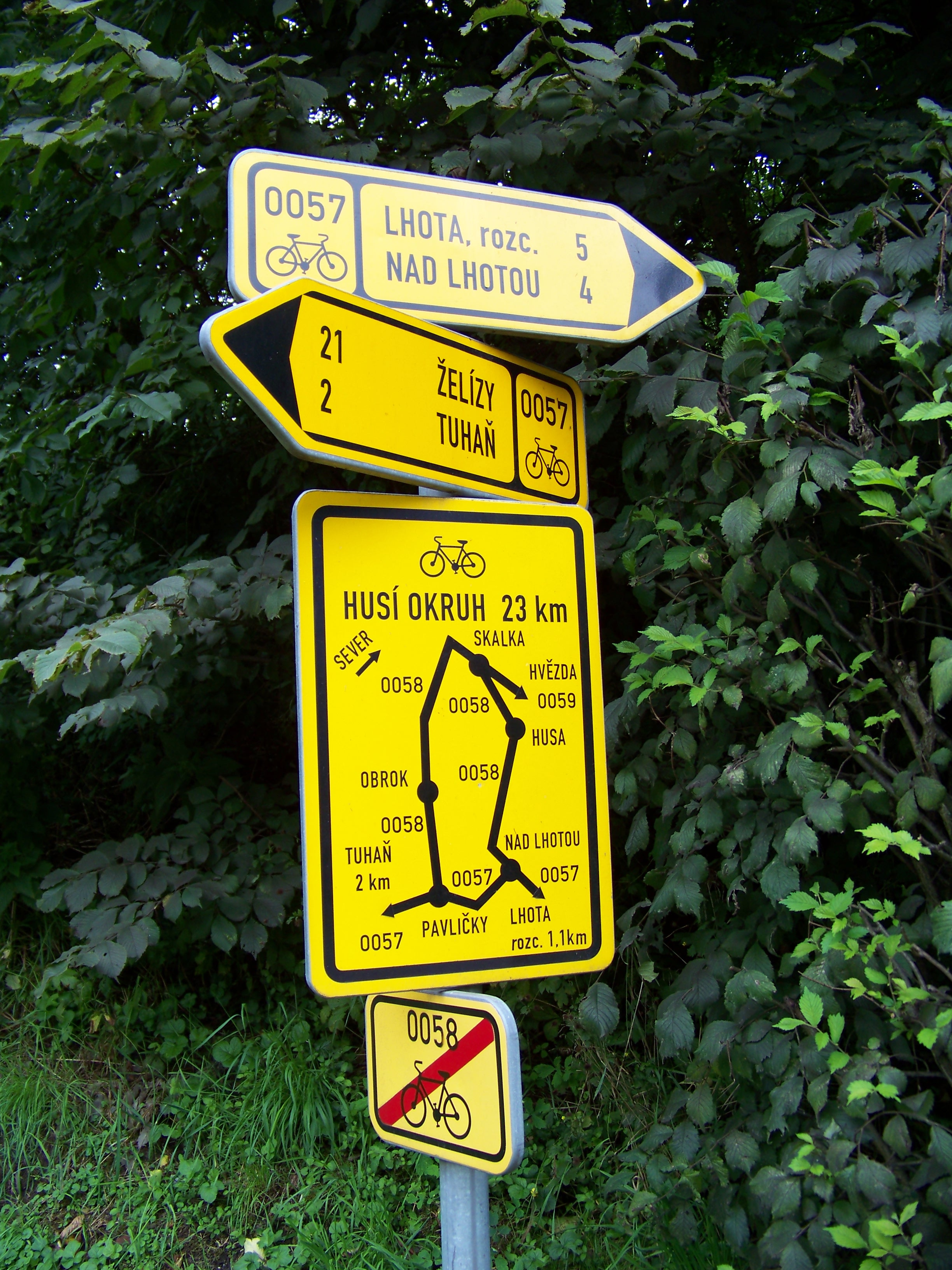
Značení Husího okruhu v Pavlíčkách
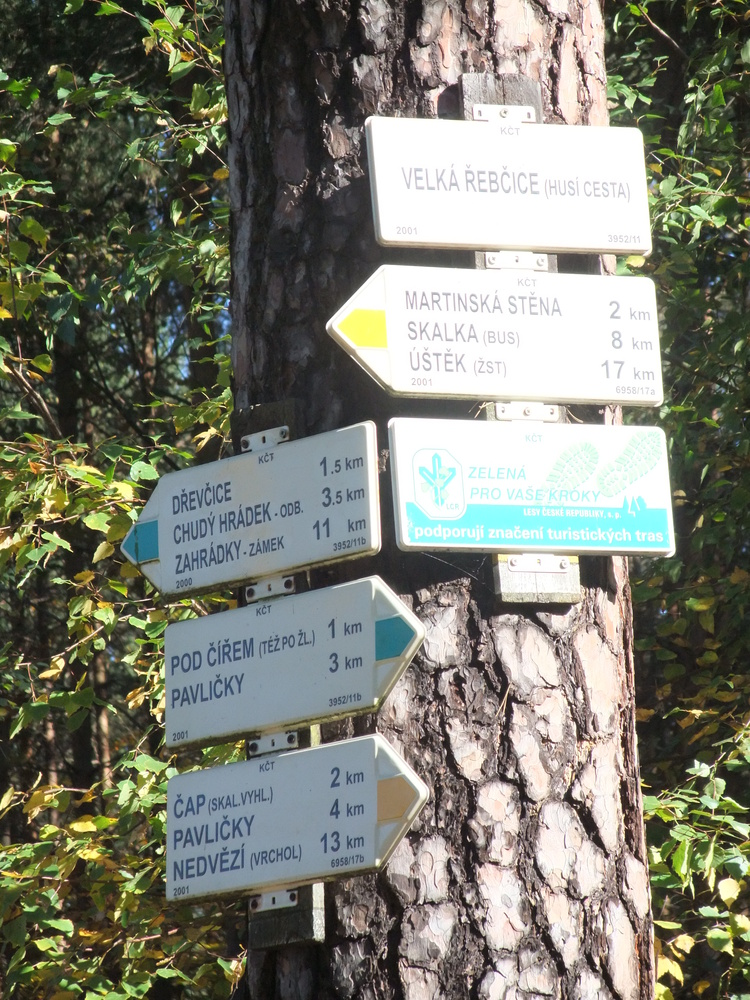
Rozcestník u Velké Řebčice
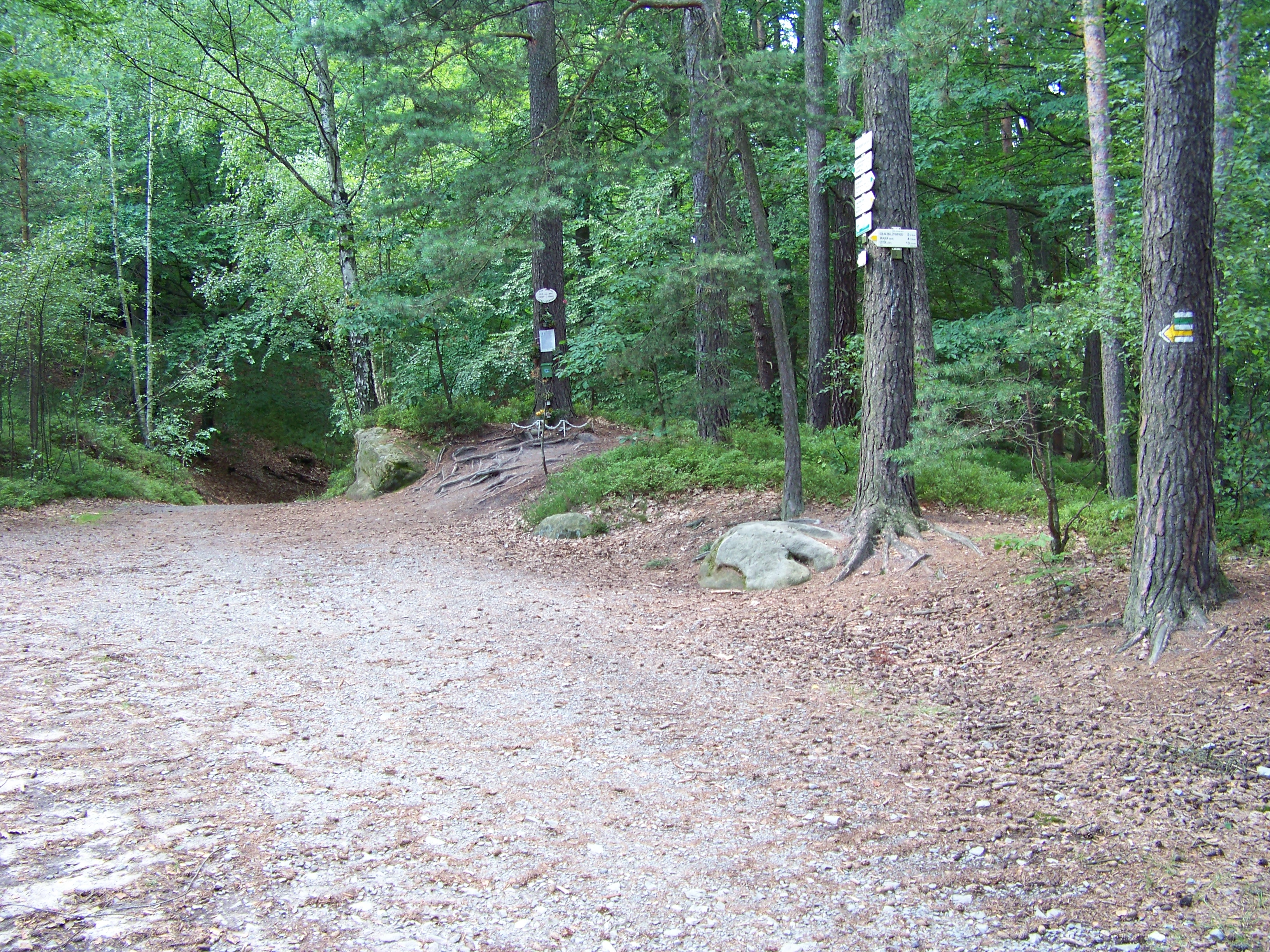
Husí cesta pod Husou
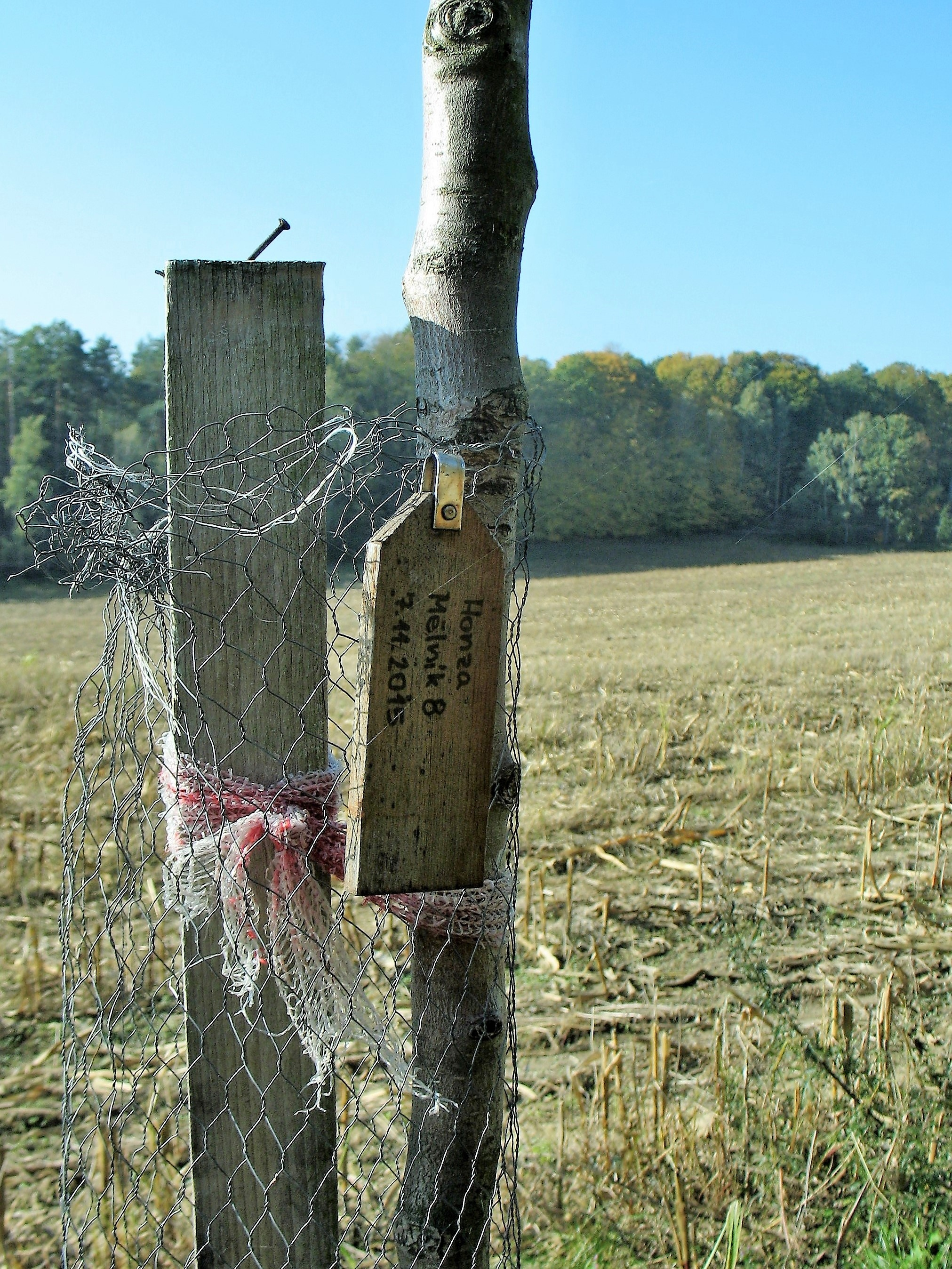
Visačka se jménem patrona stromu